# Gavel (Adelsgeschlecht)

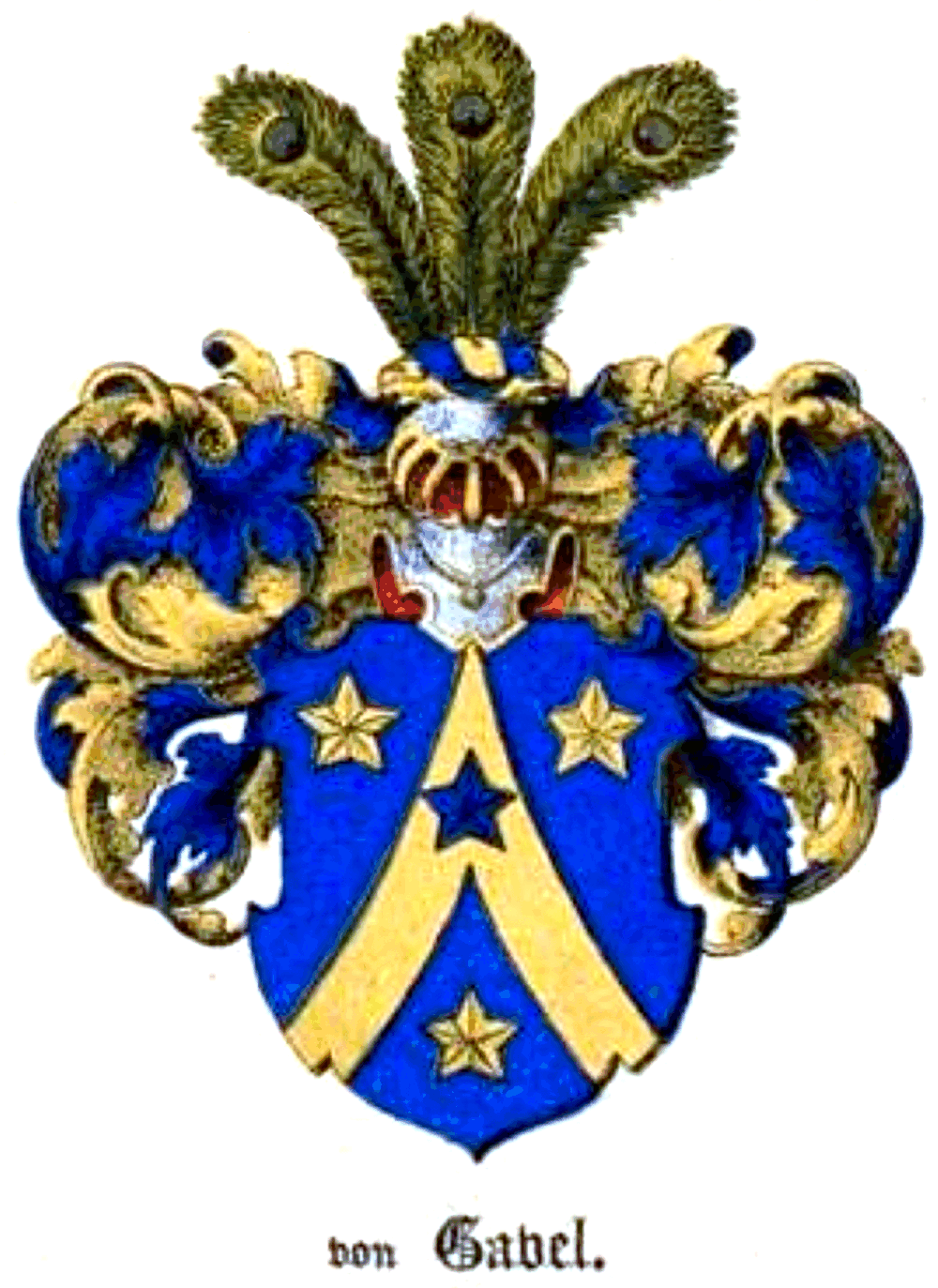
Wappen derer von Gavel

Gavel ist der Name eines schwedisch-baltischen Adelsgeschlechts, welches im Baltikum ansässig war und ursprünglich aus der schwedischen Stadt Gävle stammte. Das Adelsgeschlecht von Gavel wurde 1696 in den schwedischen Adelsstand mit dem Adelsprädikat  „von“ erhoben und 1697 in das schwedische Adelsbuch aufgenommen. In die Liste der  Livländischen Ritterschaft wurden sie unter der Nummer 156 und in die Matrikel der  Öselschen Ritterschaft mit der Nummer 31 eingetragen.

## Geschichte
Das Adelsgeschlecht Gavel stammt von Peter Hansson ab, der 1612 als Bürger und Ratsherr zu Gävle starb. Seine beiden Söhne Elias (* um 1600, † 1668) und Peder (1601–1645) führten den lateinischen Namen ihrer Vaterstadt und nannten sich „Gavelius“. Peter Hansson ist der Stammvater von vier weiteren schwedischen Adelsfamilien geworden. Von Elias, der Bürgermeister von Gävle war, stammen die Zweige „Cederschiöld“ und „Adelstierna“ ab. Peder, der Bürgermeister in Stockholm war, hatte zwei Söhne Mårten (* um 1638, † 1705) und Per (1641–1678). Mårten wurde unter dem Namen Cronfeld nobilitiert und sein Bruder Per, der Kämmerer und Rentmeister im gräflichen Hause Oxenstierna war, wurde Stammvater der „von Gavel“ (Vergleich unten: „Stammreihe“).
Dessen Sohn Carl Gustav Persson von Gavel (1672–1740) wurde unter dem Namen von Gavel nobilitiert und 1697 introduziert. Er machte sich durch seine langjährige Sesshaftigkeit und den Garnisonsdienst in Riga einen Namen und verschwägerte sich mit dem livländischen Adel. Nach dem Nordischen Krieg (1674 bis 1679) verblieb er in Livland und erwarb 1732 den Brinkenhof (bis 1775).  Zu ihren weiteren Besitzungen der Familie im Baltikum gehörten: Schloss Randen (bis 1868), Alt-Pigant, Alt-Wrangelshof, Teilitz und Karstemois. In Lettland war sie Besitzer von Autzem, Bersemünde, Podsem und Schloss Smilten. Familienmitglieder der „von Gavel“ leben heute noch in Australien, Kanada und Deutschland.

## Stammreihe
Der schwedische Kaufmann Peter Hansson (1571–1612) aus Gävle ist der Stammvater von vier schwedischen Adelsgeschlechtern, hierzu gehören: Das Adelsgeschlecht Cronstedt (Matrikel Nr. 1104), Cederschiöld (Matrikel-Nr. 1117), von Gavel (Matrikel-Nr. 1343) und Adelstierna (Matrikel-Nr. 1441).

### Adelsgeschlecht Cronstedt
- Peter Hansson (1571–1612), aus Gävle, Schweden ⚭ Ingrid Pedersdotter (* 1574), Tochter des Kaufmanns Peder Pedersson in Gävle aus Hälsingland
  - Peder Pedersson (1601–1645), Bürgermeister in Stockholm
    - Mårten Gavelius-Cronstedt (1638–1705)

### Adelsgeschlecht Cederschiöld
- Peter Hansson (1571–1612), aus Gävle, Schweden ⚭ Ingrid Pedersdotter (* 1574), Tochter des Kaufmanns Peder Pedersson in Gävle aus Hälsingland, seine männlichen Nachkommen führten den lateinischen Namen Gavelius (Gävle)
  - Elias Pedersson Gavelius (* in Gävle, † 1668), Ratsherr, Bürgermeister in Gävle ⚭ Catharina Nilsdotter († 1674)
    - Petrus Elias Gavelius, Gründer des Adelsgeschlechts Cederschiöld (* 1625 in Gävle, † 1697 in Janköping), 1689 geadelt Nr. 1117
    - Nils Eliasson Gavelius (1628–1668) ⚭ Elisabeth Fant
      - Elias Gavelius (1653–1726), Hofrat

### Adelsgeschlecht Adelstierna
- Nils Eliasson Gavelius (1628–1668) ⚭ Elisabeth Fant
  - Petter Nillson Gavelius (1661–1668)
  - Elias Gavelius (1653–1726), Hofrat, Gründer des Adelsgeschlechts Adelstierna (1719 Mag.Nr. 1441)
  - Nils Gavelius (1663–1734)

### Adelsgeschlecht von Gavle
- Peter Hansson (1571–1612), aus Gävle, Schweden ⚭ Ingrid Pedersdotter (* 1574), Tochter des Kaufmanns Peder Pedersson in Gävle aus Hälsingland
  - Per Gavelius (1641–1678) ⚭ Catharina von Benckendorff, Stammvater des Familienzweiges Gavel, seine männlichen Nachkommen führten den Namen von Gavel (Ableitung von Gävle)
    - Carl Gustal Gavel (* 1672, † 1740 in Riga), 1697 in den schwedischen Adelsstand erhoben, Regimentsquartiermeister ⚭ 1697 mit Maria von Palmenberg (1679–1706), 1707 Juliane von Sternfeld († 1709) und 1710 Anna Helene von Tiesenhausen († 1751)
      - Karl Fabian (1711–1742), Herr auf Brinckenhof, Hofgerichtsassessor ⚭ 1736 Anna Elisabeth von Tiesenhausen  (1716–1785)
        - Gottlieb Fabian (1739–1798), Herr auf Brinckenhof, Ordnungsrichter im Kreis Dorpat, Adelsmarschall der Dorpatschen Ritterschaft ⚭ 1763 Augusta Christina Elisabeth  von Stackelberg († 1780), 1781 Johanna Fredrika von Heynitz (1758–1817)
          - Carl Friedrich Wilhelm (1766–1835) ⚭ Beate Ernestine von Tschirschky (1769–1835)
            - August Wilhelm (1796–1834)

          - Gustaf Fabian (1778–1834), Herr auf Randen und Karstemois, Kirchspielrichter ⚭ 1800 Charlotte Sofia von Gersdorff (1767–1837)
            - Ernst Franz Gustav (1803–1840), Herr auf Randen und Teilitz, Kreisabgeordneter ⚭ Charlotte Juliana von Kauzmann (1807–1775)
              - Karl Gustaf Ehrenreich (* 1829 in Randen, † 1867 in Sankt Petersburg) Herr auf Randen, Teiutz, Rewold, Tabbiter und Als-Wrangelshof, Ordnungsrichter in Dorpat ⚭ Caroline Charlotte Perret († 1889)
                - Johannes Michael Karl (* 1866 in Dresden, † 1897 in Dorpat) ⚭ 1893 in München die Laura Fredrika Louise Deppe

          - Christian Adolf (1782–1831), Archivar am Hofgericht ⚭ Anna Louise von Vietinghoff (1796–1831)
          - Hermann Ludwig (1785–1832) ⚭ Catharina Dorothea von Brümmer (1788–1855)
            - Friedrich Theodor (1819–1890) ⚭ Anna Hermine Bandau (1829–1882)
              - Karl Ludwig (1854–1919), Oberförster, in bolschewistischer Gefangenschaft ⚭ Helene Knorre (* 1868)
                - Woldemar Karl (* 1889) ⚭ Luise Schirmann (1895–1926)
                  - Karl Georg (* 1929 in Berlin-Charlottenburg)

                - Roland Georg Emil  (* 1896) ⚭ Käthe Louise Damm (* 1897)
                  - Peer Karl (* 1928 in Arnstadt)
                  - Hans (* 1930 in Arnstadt)
                  - Arndt Theodor (1932–2017), Autor, Komponist und Herausgeber[12]
                  - Uwe (* 1936 in Potsdam)

              - Hermann Walter (1858–1910) ⚭ Johanna Dorothea Lackjeviti (* 1866)
                - Burchardt Theodor Ludwig (1886–1915), Pastor in Rudbahren, Kurland ⚭ Erika Ulpe
                - Walter Paul (1887–1919), gestorben in bolschewikischer Gefangenschaft
                - Hermann Konrad (1888–1918), ermordet durch Bolschewiken bei Pernau
                - Theodor Karl (* 1889, † 1927 in Berlin-Spandau) ⚭ Marianne Zirau (* 1891)
                  - Fritz Hermann (* 1921 in Pillgram)

                - Heinrich Martin (1891–1927) ⚭ Hedwig Walter (1905–1937)
                  - Ulrich (* 1937 in Kallenhof)

                - Werner Ernst (1893–1919), Freiwilliger in der Baltischen Landwehr, gefallen bei Krasnoje Selo

## Wappen
Das Geschlecht führt folgendes Wappen: Im in blau gestaltete Wappenschild wird ein goldener Giebel dargestellt, der in seiner oberen Spitze mit einem fünfzackigen blauen Stern bestückt ist. Die nach innen geschweiften Sparren werden beiderseits von drei goldenen Sternen begleitet. Die Helmzier bilden auf einer goldenen Wulst drei Pfauenfedern. Die Helmdecke ist blau und gold.